# یواس‌اس استرلا (۱۸۶۲)
یواس‌اس استرلا (۱۸۶۲) (به انگلیسی: USS Estrella (1862)) یک کشتی بود که طول آن not known بود. این کشتی در سال ۱۸۵۳ ساخته شد.